# Denniz Pop
Dag Krister Volle (1963. április 26. – 1998. augusztus 30.), művésznevén Denniz Pop vagy Denniz PoP svéd producer, szövegíró, karriejének kezdetén DJ.

## Pályafutása
Születési nevétől hamar megvált, Denniz Pop-ként vált híres emberré. A 80-as években DJ-ként tevékenykedett, illetve kezdő zenekarok útját pátyolgatta, számos remixet készített, dalokat írt különböző nemzetközi és svéd előadók számára. Dr. Alban is vele készítette 1990-ben megjelent Hello Afrika című albumát. Stockholm egyik külső részén Kungsholmenben stúdiót üzemeltetett Cherion Studios néven 1991-től. 
A stúdió elő éveiben került oda Denniz későbbi jobbkeze, Max Martin. Nagyon jó baráttá váltak munkájuk alatt, szinte minden szerzeményüket közösen írták, komponálták. A stúdióban többek között az Ace of Base, a Backstreet Boys, Britney Spears, a Five és Robyn dolgozhatott saját albumán.

## Halála
1998-ban gyomorrákot diagnosztizáltak nála, és 35 éves korában meghalt. 11 éves fiát és barátnőjét hagyta hátra. Több előadó is tisztelgett előtte, többet között az E-Type Last Man Standing című albumával, illetve a Backstreet Boys Show Me the Meaning of Being Lonely című dallal. Britney Spears neki szentelte az 1999-es MTV Europe Music Awards-on nyert, A legjobb dalért járó díjat. Az énekesnő a szobrocskát a …Baby One More Time című szerzeményért kapta meg, aminek produceri munkáiban PoP is részt vett.